# 莫干山552号
莫干山552号又名敬第庐，位於浙江省湖州市德清縣莫干山景區內东北部的武陵村景区。
1933年，陈叔通在莫干山东端环境幽静的金家山屋脊头山脊平地上，用考究的石材，砌筑了这座精美的别墅建筑。门牌编为莫干山552号。
2006年5月，莫干山552号作为莫干山別墅群的一部分，被國務院列為第六批全國重點文物保護單位。

## 外部連結
- 莫干山